# سوسک پردار دراز
سوسک پردار دراز از بالاخانواده‌ای از قاب‌بالان یا سوسکها است. این گروه بسیار بزرگ و متنوع با انتشار جهانی هستند.

## ویژگی‌ها
بیشتر سوسک‌های پردار دراز سوسکهایی با اندازه متوسط یا کوچک و یک جفت بال‌پوش کوتاه‌شده هستند